# Теоретическая история литературы
Теоретическая история литературы — раздел филологии, исследующий литературу в ее развитии. Термин введен академиком Д. С. Лихачёвым в 1973 году в монографии «Развитие русской литературы XI—XVII веков: Эпохи и стили». По определению Д. С. Лихачёва, цель теоретической истории — исследовать «характер процесса, его движущие силы, причины возникновения тех или иных явлений, особенности историко-литературного движения данной страны сравнительно с движением других литератур»
Научный контекст теоретической истории литературы связан с областью исторической поэтики. Её составляют взгляды и исследования А. Н. Веселовского, призывавшего «отвлечь законы поэтического творчества <…> из исторической эволюции поэзии»; П. Н. Сакулина, противопоставившего истории литературы «эволюционную» (историческую) поэтику как «дисциплину теоретическую»; М. М. Бахтина, искавшего «единства науки о литературе во всех ее отделах (теоретическая поэтика, историческая поэтика, история литературы)». С другой стороны, концепции теоретической истории литературы Лихачёва предшествовали переосмысленные в ней идеи Г. Вёльфлина, Э. Р. Курциуса, Д. И. Чижевского о диахронических закономерностях культурного развития.
Исследованием концепции Д. С. Лихачёва занимался В. А. Луков. Он констатировал ключевые характеристики теоретической истории литературы: её внимание к наиболее общим закономерностям развития, установку на выявление национальной специфики исследуемой литературы. Однако при этом В. А. Луков настаивал, что объектом теоретической истории литературы в лихачёвском понимании «несомненно является мировой литературный процесс». В. А. Луков считал глобализацию решающим фактором современной культуры и полагал, что продолжение лихачёвского проекта должно учитывать этот фактор. Приписывание глобализации универсального значения противоречило лихачёвскому принципу выявления национальной специфики исследуемой литературы.
В. А. Луков считал, что концепцию теоретической истории литературы продолжает «историко-теоретический» подход, сложившийся в трудах Пуришевской научной школы (Б. И. Пуришев, М. Е. Елизарова, Н. П. Михальская). Этот подход отличается вниманием к исторической подвижности содержания теоретических понятий. С другой стороны, сами Вал. А. Луков и Вл. А. Луков предложили «тезаурусный» подход, который ими также возводился к теоретической истории литературы Лихачёва. В этом подходе акцентируется индивидуальность образа культуры в сознании её конкретного носителя.
Историко-теоретический подход, тесно связанный со сравнительными исследованиями, лёг в основу построения академической «Истории всемирной литературы», издаваемой в 1980—1990-е годы. Ориентацию на концепцию теоретической истории литературы как на задачу утверждал заместитель главного редактора и фактический руководитель издания Ю. Б. Виппер.
Теоретическая история литературы по самому названию декларирована Ю. Б. Боревым как принцип, на котором построен обзор истории мировой литературы в коллективном труде «Теория литературы в четырех томах», издаваемом в 2000-е годы. Этот обзор имеет европоцентрический характер. Тем самым он оказывается в стороне от историко-теоретического подхода, претендующего на универсализм в охвате материала.
В начале XXI века изучение проблем теоретической истории литературы осуществлялось в Институте гуманитарных исследований (ныне — Институт фундаментальных и прикладных исследований) Московского гуманитарного университета. Работа велась в русле историко-типологического и тезаурусного подходов.
В противовес универсалистской методологии, свойственной историко-типологическому и тезаурусному подходам, существуют концепции, развивающие идею Д. С. Лихачева о национальном своеобразии русской литературы: об «особенности историко-литературного движения данной страны сравнительно с движением других литератур». Таковы, при всем их различии, концепции А. Н. Ужанкова и И. В. Кузнецова.
Начиная с 1990-х годов проблему создания теоретической истории древнерусской литературы разрабатывает А. Н. Ужанков. В его трудах решение проблемы основывается «на изучении средневекового мировоззрения и художественного метода». Как и у Д. С. Лихачева, в концепции А. Н. Ужанкова рассматривается период развития русской литературы до заимствования ею европейской художественности (XI — первая треть XVIII века).
Сложившаяся в 2000-е годы концепция теоретической истории русской литературы И. В. Кузнецова («историческая риторика») раскрывает внутреннюю логику развития русской словесности на основе диалектического метода. Эта методология нацелена на выявление принципов связи русского литературного средневековья с Новым временем вплоть до современности.